# Nguyệt xỉ suốt
Nguyệt xỉ suốt, tên khoa học Adiantum diaphanum, là một loài thực vật có mạch trong họ Adiantaceae. Loài này được Blume miêu tả khoa học đầu tiên năm 1828.